# Chojno (Rawicz)
Pour les articles homonymes, voir Chojno.
Chojno (prononciation : [ˈxɔi̯nɔ]) est un village polonais de la gmina de Pakosław dans le powiat de Rawicz de la voïvodie de Grande-Pologne dans le centre-ouest de la Pologne.
Il se situe à environ 4 kilomètres au nord-ouest de Pakosław (siège de la gmina), à 11 kilomètres à l'est de Rawicz (siège du powiat) et à 86 kilomètres au sud de Poznań (capitale régionale).

## Histoire
De 1975 à 1998, le village faisait partie du territoire de la voïvodie de Leszno.

Depuis 1999, Chojno est situé dans la voïvodie de Grande-Pologne.